# Pénée (Thessalie)
Pour les articles homonymes, voir Pénée.
Le Pénée (en grec moderne : Πηνειός) est un fleuve de Thessalie, en Grèce.

## Histoire

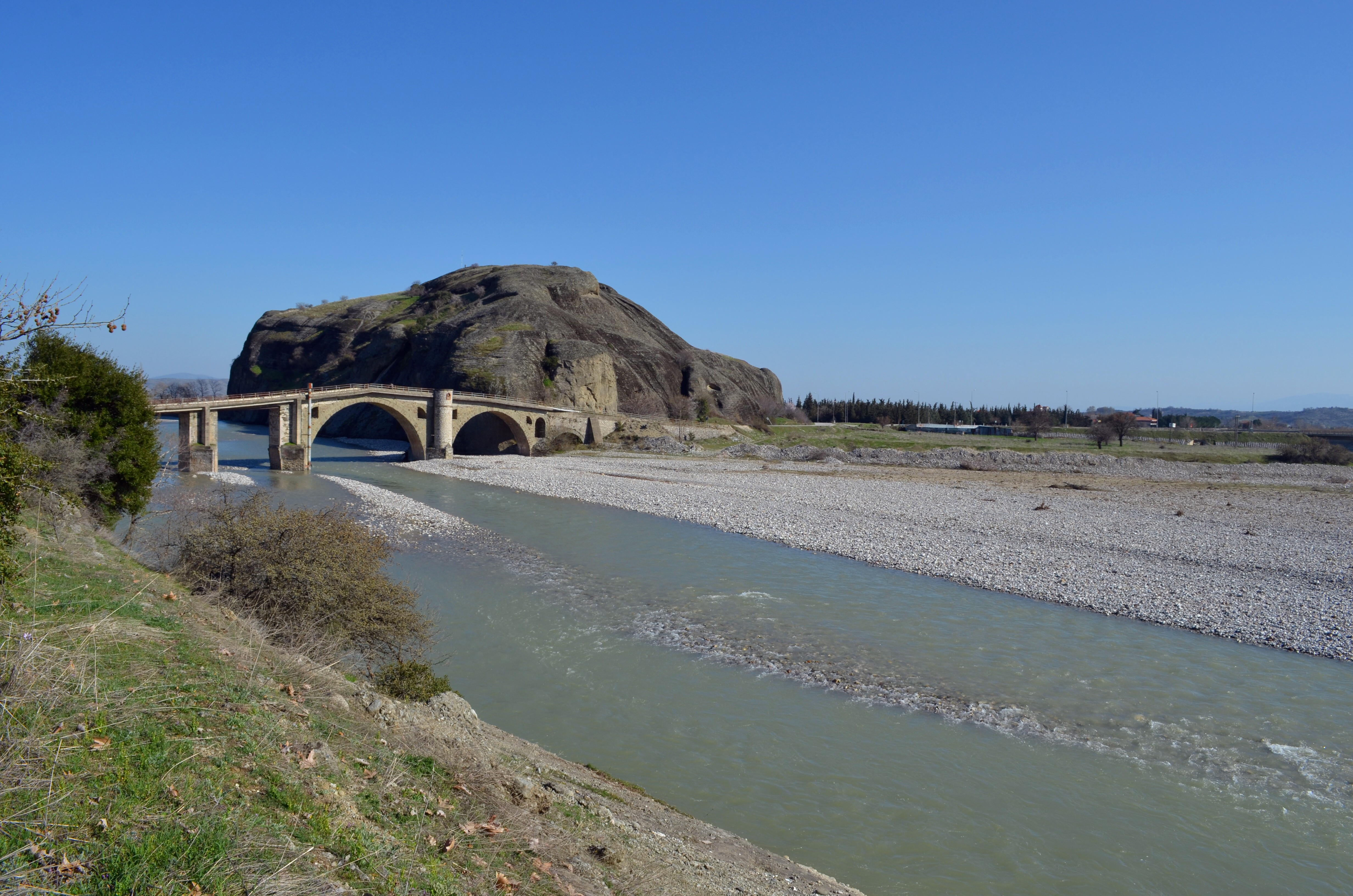
Le Pénée près de Sarakina.

Dans l'Antiquité, le dieu fleuve Pénée lui était associé. Son cours supérieur délimitait la plaine centrale de Thessalie qui avait été occupée pour la première fois par les thessaliens.
Bien que la cartographie officielle ne retienne que le nom classique, le fleuve est aussi appelé en grec moderne depuis le XIe siècle Salambrias (Sélymbrie, toponyme que l'on retrouve en Thrace) ou Salavrias, mais ce nom a aussi été rapproché de Sarakina, localité de ses rives dont le nom est peut-être en relation avec les bergers « saracatsanes » jadis nombreux en Thessalie.

## Géographie

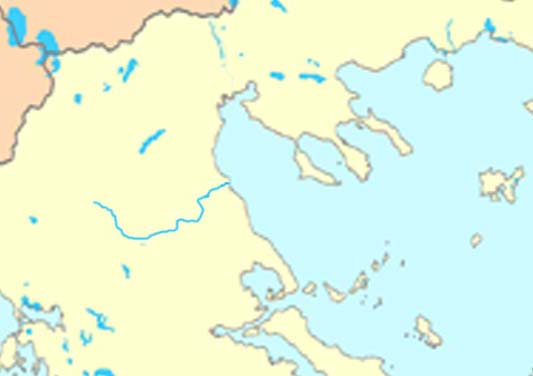

Il prend sa source dans le Pinde à l'est de Metsovo, traverse le parc national des Tzoumérka, de la vallée de l'Achelóos, des Ágrafa et des Météores, arrose Tríkala et Larissa, et parcourt la vallée de Tempé avant de se jeter dans le golfe Thermaïque près de Stómio après un cours de 216 km.